# Rossa (Italia)
Rossa es una localidad y comune italiana de la provincia de Vercelli, región de Piamonte, con 185 habitantes.

## Evolución demográfica
| Gráfica de evolución demográfica de Rossa entre 1861 y 2001 |
|                                                             |
| Fuente ISTAT - elaboración gráfica de Wikipedia             |